# Карусель (механизм)
Карусе́ль — механизм, перемещающий предметы по замкнутой горизонтальной траектории (в английском языке возможна также англ. vertical carousel). Используется для хранения изделий и в обрабатывающих станках.

## Карусельный склад
Типичный карусельный склад состоит замкнутой цепи, на которой размещены ячейки для хранения изделий. Для складирования или извлечения нужного предмета, оператор позиционирует карусель так, чтобы нужная ячейка оказалась поблизости, обычно с помощью моторизованного механизма или автомата позиционирования, после чего загружает или выгружает предмет вручную. Длина цепи карусели варьирует от 3 до 30 метров.
Карусели применяются в различных сценариях:
- Подбор индивидуальных изделий из группы, хранящейся в ячейке. Типичными примерами являются инструменты на складе инструментов, компоненты для сборки электроники и т. п.
- Транспортировка, совмещённая с сортировкой и обработкой. Например, карусель обходит рабочие места нескольких сборщиков, каждый из которых выбирает частично собранные изделия из корзин, производит свою операцию, и помещает изделие в другую корзину.
- Специализированные применения карусели включают карусели для тестирования, когда электронные компоненты перемещаются к измерительному прибору для тестирования, и карусели со шкафами, когда по кольцу перемещаются шкафы с отдельными ящиками.

## Карусели в рабочих машинах
Круговые карусели часто используются в автоматическом оборудовании для хранения изделий и заготовок и перемещения заготовок от одного инструмента к другому, Так, анализатор AxSYM включает пять каруселей: для образцов крови, для реагентов, для пробирок, и две обрабатывающих карусели. Центры обработки и хранения связаны перемещающим устройством на базе ещё одной карусели.
Карусели широко используются при обработке материалов: в кокильных машинах, при ротационном формовании и ротационном фильтровании.

## Багажная карусель
Багажная карусель — устройство, расположенное в зале прилёта аэропорта, предназначенное для доставки багажа пассажирам. Является важной частью инфраструктуры современного аэропорта. Устройство представляет собой круговой ленточный конвейер, состоящий из поворотной кольцевой ленты, натяжного и приводного барабанов и опорных роликов, по которому бесконечно движется до момента снятия выложенный в технической зоне разнообразный багаж пассажиров.